# اشلی همینگز
اشلی همینگز (انگلیسی: Ashley Hemmings؛ زادهٔ ۳ مارس ۱۹۹۱) بازیکن فوتبال اهل بریتانیا است.
از باشگاه‌هایی که در آن بازی کرده‌است می‌توان به باشگاه فوتبال برتون آلبیون، باشگاه فوتبال فایلد، باشگاه فوتبال تورکی یونایتد، باشگاه فوتبال چلتنهام تاون، باشگاه فوتبال ولورهمپتون واندررز، باشگاه فوتبال داگنم و ردبریج، باشگاه فوتبال پلیموث آرگیل، و باشگاه فوتبال والسال اشاره کرد.
وی همچنین در تیم ملی فوتبال زیر ۱۷ سال انگلستان بازی کرده‌است.